# Ломінадзе Віссаріон Віссаріонович
Віссаріон (Бесо) Віссаріонович Ломінадзе (6 червня 1897, Кутаїсі, Російська імперія — 19 січня 1935, Магнітогорськ, РРФСР, СРСР) — радянський партійний діяч, відповідальний секретар ЦК КП Грузинської РСР. Член Бюро ЦК ВЛКСМ з 17 березня 1925 по 18 червня 1927 року. Кандидат у члени ЦК ВКП(б) з 31 грудня 1925 по 26 червня 1930 року. Член ЦК ВКП(б) з 13 липня по 1 грудня 1930 року.

## Життєпис
Народився в Кутаїсі в родині учителя. У 1914 році закінчив класичну гімназію в Кутаїсі.
З 1913 року брав участь у роботі студентських соціал-демократичних організацій (Кутаїсі, Санкт-Петербург). З 1914 по 1917 рік навчався на економічному відділенні Петроградського політехнічного інституту.
Член РСДРП(б) з березня 1917 року.
З квітня по серпень 1917 року працював у військовій організації Петроградського комітету РСДРП(б).
З серпня по жовтень 1917 року — член і секретар Кутаїського комітету РСДРП(б). Створив у Кутаїсі молодіжну комуністичну організацію «Спартак».
З листопада 1917 по 1918 рік — партійний організатор районного комітету РСДРП(б) у Петрограді. У 1918 році направлений на Кавказ, проводив нелегальну більшовицьку роботу в Грузії. Влітку 1918 року заарештований національною владою Грузії, незабаром звільнений.
З жовтня 1918 по квітень 1919 року — голова Тифліського підпільного комітету РКП(б). У квітні 1919 року заарештований в Тифлісі грущинською владою, висланий до Баку (Азербайджан).
У травні 1919 — 1920 року — член та голова Бакинського підпільного комітету РКП(б), редактор газети «Набат» у місті Баку. З березня по квітень 1920 року — член Бакинського бойового штабу.
З березня по жовтень 1920 року — член виконавчого комітету Бакинської ради. З 6 червня по жовтень 1920 року — член колегії відділу друку і видавництв Азербайджанського революційного комітету, член Президії ЦК КП(б) Азербайджану, член Кавказького крайового комітету РКП(б.
З жовтня 1920 до 1921 року — завідувач агітаційно-пропагандистського відділу Орловського губернського комітету РКП(б), член бюро Орловського губернського комітету РКП(б).
У 1921 році брав участь у придушенні Кронштадтського повстання.
З 1921 по 1922 рік — партійний організатор РКП(б) Виборзького району Петрограда.
З жовтня 1922 до серпень 1924 року — відповідальний секретар ЦК КП(б) Грузії. Одночасно, з 23 березня 1923 року — член Закавказького крайового комітету РКП(б).
У 1924—1925 роках — слухач курсів марксизму при Комуністичній академії.
З квітня 1925 до 1926 року — секретар виконавчого комітету Комуністичного Інтернаціоналу Молоді (КІМ), член бюро ЦК ВЛКСМ.
З березня 1926 по 1927 рік — член президії виконавчого комітету Комуністичного Інтернаціоналу (Комінтерну). До серпня 1927 року — представник виконавчого комітету Комуністичного Інтернаціоналу в Китаї, брав участь у скликанні надзвичайної наради Комуністичної партії Китаю 7 серпня 1927 року.
У 1928 — березні 1929 року — завідувач агітаційно-пропагандистського відділу Нижньогородського губернського комітету ВКП(б).
У березні 1929 — березні 1930 року — відповідальний секретар Єйського районного комітету ВКП(б) Краснодарського округу.
8 травня — 19 листопада 1930 року — 1-й секретар Закавказького крайового комітету ВКП(б).
Делегат X—XVII з'їздів партії, на XIV—XV з'їздах обирався кандидатом у члени ЦК, на XVI з'їзді — членом ЦК ВКП(б).
Розчарувавшись у політиці Сталіна, 1930 року разом із Лазарем Шацкіним створив опозиційну групу, яка згодом встановила контакти з опозиційно налаштованим головою Ради народних комісарів РРФСР Сергієм Сирцовим, що було кваліфіковано Сталіним як створення «право-лівацького блоку». 1 грудня 1930 з'явилась спільна постанова ЦК та ЦКК «Про фракційну роботу Сирцова, Ломінадзе та інших». Їх було виведено з ЦК та знято з посад.
З 1931 до 1932 року — начальник науково-дослідного сектора Народного комісаріату постачання СРСР. З 1932 до 1933 — партійний організатор ЦК ВКП(б) машинобудівного заводу № 24 у Москві. До серпня 1933 року — партійний організатор ЦК ВКП(б) радгоспу «Гігант» Північно-Кавказького краю.
З серпня 1933 по 19 січня 1935 року — 1-й секретар Магнітогорського міського комітету ВКП(б) Челябінської області (останній пост отримав завдяки зверненню Орджонікідзе, який його добре знав, до Політбюро).
18 січня 1935 року під загрозою арешту намагався покінчити життя самогубством через постріл у серце, наступного дня помер після операції з вилучення кулі. Заступник Ломінадзе одразу продиктував телефоном до Москви передсмертного листа:
|  | Прохання передати тов. Орджонікідзе. Я вирішив давно вже обрати таку смерть на той випадок, якщо мені не повірять… Мені довелося б доводити усю несерйозність цих наклепів, виправдовуватись і переконувати, і при всьому тому мені могли б не повірити. Витримати все це я не в змозі… Незважаючи на всі свої помилки, я все своє свідоме життя віддав справі комунізму, справі нашої партії. Зрозуміло лише, що не дожив до рішучої сутички на міжнародній арені. А вона недалеко. Помираю з повною вірою в перемогу нашої справи. Передай Серго Орджонікідзе зміст цього листа. Прошу допомогти родині |

## Нагороди
Нагороджений орденом Леніна (17.08.1933) та орденом Червоного Прапора (1921).